# Mikrobitti
Mikrobitti (tidigare stavad MikroBITTI, MikroBitti och MB) är en finsk tidskrift som främst är riktad till hemdatoranvändare med grundläggande till medelmåttig kunskapsnivå. Tidningen grundades 1984, ges ut 11 gånger per år (inkluderande ett dubbelnummer) och hör till Sanoma Magazines (som i sin tur är en del av Sanoma). År 2003 var MikroBitti till sin upplaga den mest spridda IT-tidskriften i Skandinavien.

## Historia
MikroBitti har under årens lopp behandlat datorplattformar enligt marknadens utveckling ur målgruppens synvinkel. Under tidningens första år dominerades läsarnas intresse av de tidsenliga 8bits-hemdatorerna Commodore 64, olika MSX-modeller och ZX Spectrum. Senare under 1980-talet och under tidigt 1990-tal skiftade intresset mot olika 32-bitsplattformar i stil med Amiga och Atari ST medan PC-datorerna och dess mjuk- samt hårdvara ur Microsoft Windows-användarens synvinkel senare tagit över en majoritet av utrymmet. Undantagsvis förekommer snabba översikter och produktrecensioner av Mac-datorer och GNU/Linux-distributioner. Från och med ungefär 2006 uppmärksammas Windows-avhoppare och hemserveroperatörer regelbundet med artiklar centrerade kring användarvänliga GNU/Linuxdistributioner, främst Ubuntu Linux.
En skiftning mot allmän underhållningselektronikhårdvara har skett i och med konsumenternas ökade intresse för produkter som digitala kameror, platta storbildsskärmar och projektorer. Vissa förändringar från mitten av 2000-talet, såsom inkluderande av sammanfattade film- och musikrecensioner, kan eventuellt uppfattas som resultat av både den allmänna trenden att i vissa hem börja fylla vardagsrummen med allt mer datateknik och att Sanoma Magazines tidskrift HIFI-Lehti med ljud- och bildtekniktema i december 2006 sammanslogs med MikroBitti. En betydande ändring i och med pånyttprofilering av tidningen har medfört kraftig nedskärning i mängden spelrelaterade artiklar och kolumner. Idag finns spelrecensionerna i en relativt sammanfattad form som även inkluderar konsolspel.
Förändringen i behandlingen av spel upplevdes av många som negativ då MikroBitti tidigare haft en märkbar tendens att diskutera, publicera och tidigare även via sin numera hädangångna, världens största BBS-service spridit material från självständiga speldesigners (och övriga programmerare). En del av kulturen finns kvar i några regelbundna sektioner i tidningen innehållande tips om shareware, freeware och Fri mjukvara samt en stor bank av program och mod-musikfiler öppen för prenumeranter via www, men i dagens läge har tidningen ganska sällan artiklar om programmering och elektronikbygge på hobby-nivå. Numera domineras nerladdningsektionerna av MikroBittis webbplats av en samling för Microsoft Windows-användare nödvändiga tillbehörsprogram och drivrutiner. Webbplatsen samlar också finska datorbutikers priser i en service med namnet Hintaseuranta ("Prisuppföljning"), och MikroBittis prenumeranter får fortsättningsvis tillgång till e-post inklusive webmail, webbsidesutrymme under adressen koti.mbnet.fi samt en numera av bredband överskuggad möjlighet till modemuppkoppling via lokalnummer i hela Finland.
MikroBitti har under tidigare år utgjort startbanan för två andra tidningar, Commodore-hemdatorbehandlande C=lehti (1987-1992) och dess ersättare, allmänt spelcentrerade Pelit (1992-).